# Dusona dictor
Dusona dictor là một loài tò vò trong họ Ichneumonidae.